# 新加坡國家美術館
新加坡國家美術館（英語：National Gallery Singapore）是一座坐落於新加坡市中心的美術館，於2015年11月24日開幕。該館擁有逾8,000件藝術品，主要為新加坡及東南亞的藝術收藏品。該館旨在通過各種媒體提供欣賞及了解藝文的場所，並關注新加坡的文化及史蹟與亞洲地區文化的關係。
該館由位於行政區的政府大廈和最高法院大廈兩座國家古蹟組成，耗資5億3,200萬新元翻修，總占地面積為64,000平方（690,000平方英尺），為新加坡目前最大的視覺藝術展示空間。

## 歷史

### 背景

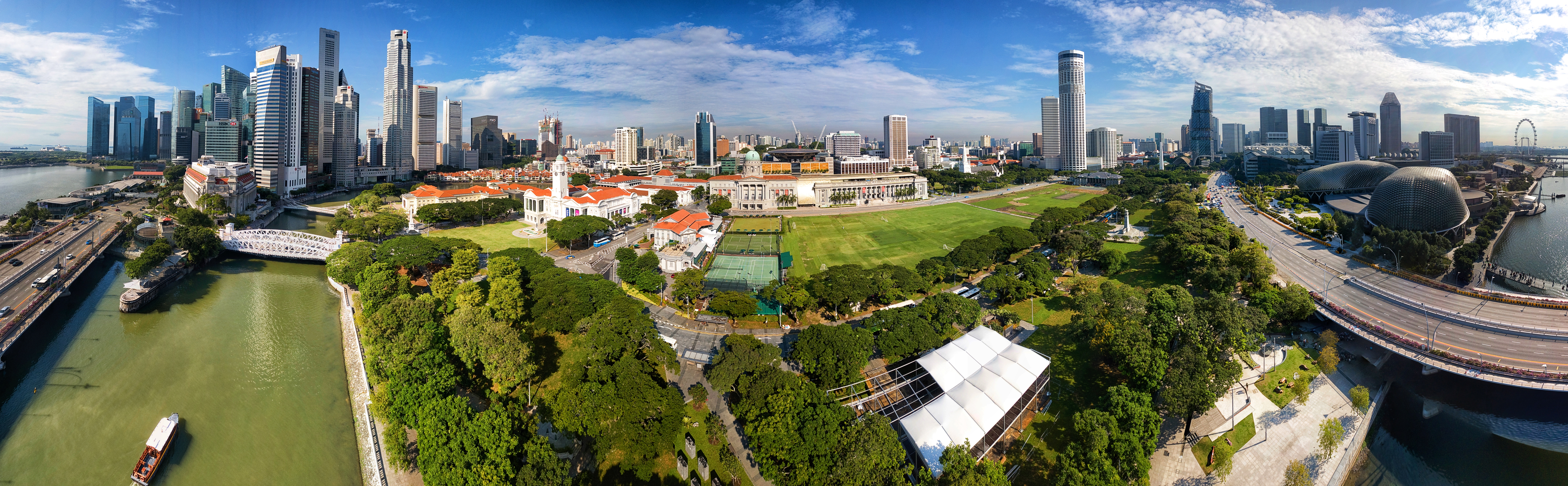
新加坡市中心區域的航空全景照。國家美術館位於照片中央的最高法院大廈中。

新加坡總理李顯龍在2005年8月21日的國慶群眾大會演說中提及政府的計畫：預計利用前最高法院大廈和政府大廈的空間改建為新的國立美術館。 隔年9月2日，資訊、通訊及藝術部部長李文獻於新加坡國家博物院當年度的新加坡雙年展正式宣布新加坡國家美術館成立。
於是資訊、通訊及藝術部（MICA）開始籌組指導委員會，旨在使藝文界相關人士能夠貢獻其專業知識。最初的委員會由時任外交部和該部高級國務大臣巴拉吉·薩達西文擔任主席，負責監督美術館的籌備進度。該委員會獲得執行委員會和四個諮詢小組支持；諮詢小組就博物館學、建築保存、財政和通訊各面向提供建議。

### 建築設計競賽
2007年2月23日開始，MICA與新加坡建築師學會合作，展開了兩階段的建築設計競賽以決定最適合國家美術館的建築師和建築設計。3月19日開始的第一階段競賽要求建築設計及設計概念提案，並對兩棟建築物進行實地考察。第一階段競賽吸引來自全球29個國家和地區、111件設計。評審委員會主席由新加坡無任所大使及國家文物局主席許通美擔任，其他成員還有來自市區重建局、亞洲文明博物館和法國吉美國立亞洲藝術博物館的官員及代表。委員會於2007年5月選出5件設計並晉級第二階段的競賽。
第二階段的競賽要求入圍隊伍提供細部設計，但是這些設計的預算需控制在3.2億新元內，並且由評審團選出最終獲獎設計。由於前最高法院大廈和政府大廈為國家古蹟，所以在設計上有些結構無法更改，如建築外牆、前新加坡總理辦公室及最高法院大廈房間的鑲版。
2007年8月29日，由7位評審組成的評審團在經過實體及電腦模擬模型演示、與設計隊伍問答後，從入圍的5項設計中票選出前3名的設計：分別由法國的Studio Milou建築事務所、臺灣的何侯設計及新加坡的Chan Sau Yan Associates獲得前三名的頭銜，分別得到15萬新元的獎金。另外止步於入圍階段的隊伍則為新加坡的DP Architects和澳大利亞的Smart Design Studio。
5個入圍隊伍的設計於2007年10月在政府大廈展出，並且邀請公眾就設計提供反饋。前三名的設計被送到MICA，最終的設計於2008年第一季公告。

### 決定設計及指定承包商
最終MICA採用了Studio Milou的設計。其設計包括利用類似樹枝的枝條支撐一座連接政府大廈及最高法院大廈的垂褶雨庇、以精細的金屬網包覆政府大樓、連接地下室與上層的樓梯及利用太陽能提供能源供美術館運作。該設計獲得評審團的高評價：評審團認為其具有「令人感到愉快的吸引力」，並且在5項設計中獲得第1名。2008年5月，Studio Milou與CPG集團合作，共同興建和設計美術館。
2010年12月21日，國家美術館指定日本竹中工務店為美術館的主要建築商。建築工程於2011年1月開始，並於2015年11月24日完工向大眾開放。

## 建築

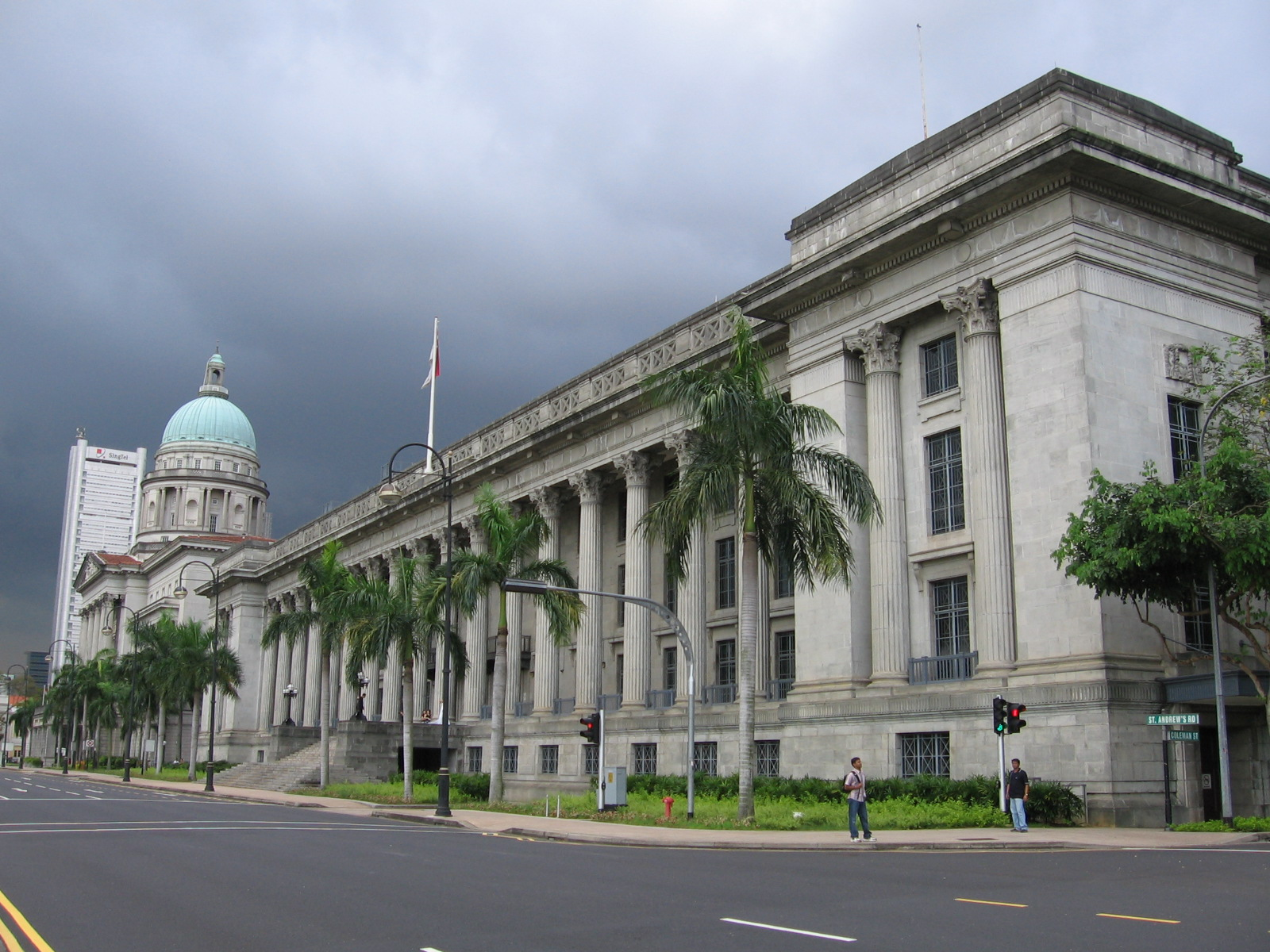
前政府大廈及前最高法院大廈一角。

前政府大廈和前最高法院大廈皆為國家古蹟，由國家文物局指定，表示在新加坡歷史中佔有重要的席位。兩棟建築面向一塊被稱為「Padang」的開放草坪，為馬來語「平地」之義，通常也被稱為政府大廈大草場。後來興築的美術館則在此基礎上，添加聯絡兩座建物的橋樑和新地下室，融合原先的老設計和前衛的現代設計。

### 前最高法院大廈

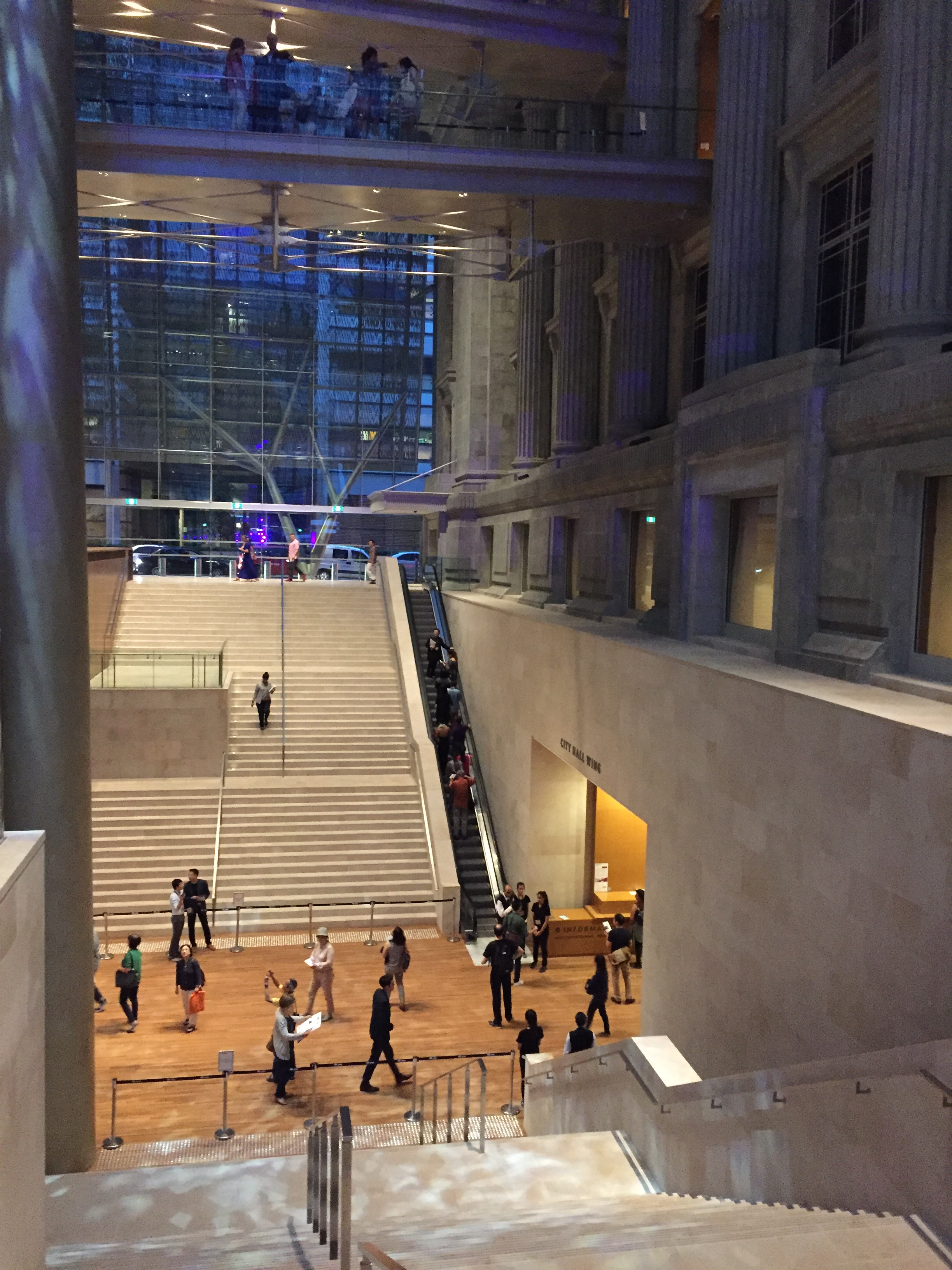
草場中庭連通道（Padang Atrium）。左側灰色柱狀物為支撐政府大廈和最高法院大廈之間雨庇的主要承重柱。前方上方為連通橋，最高法院大廈位於畫面外左側，而政府大廈位於畫面中右側。

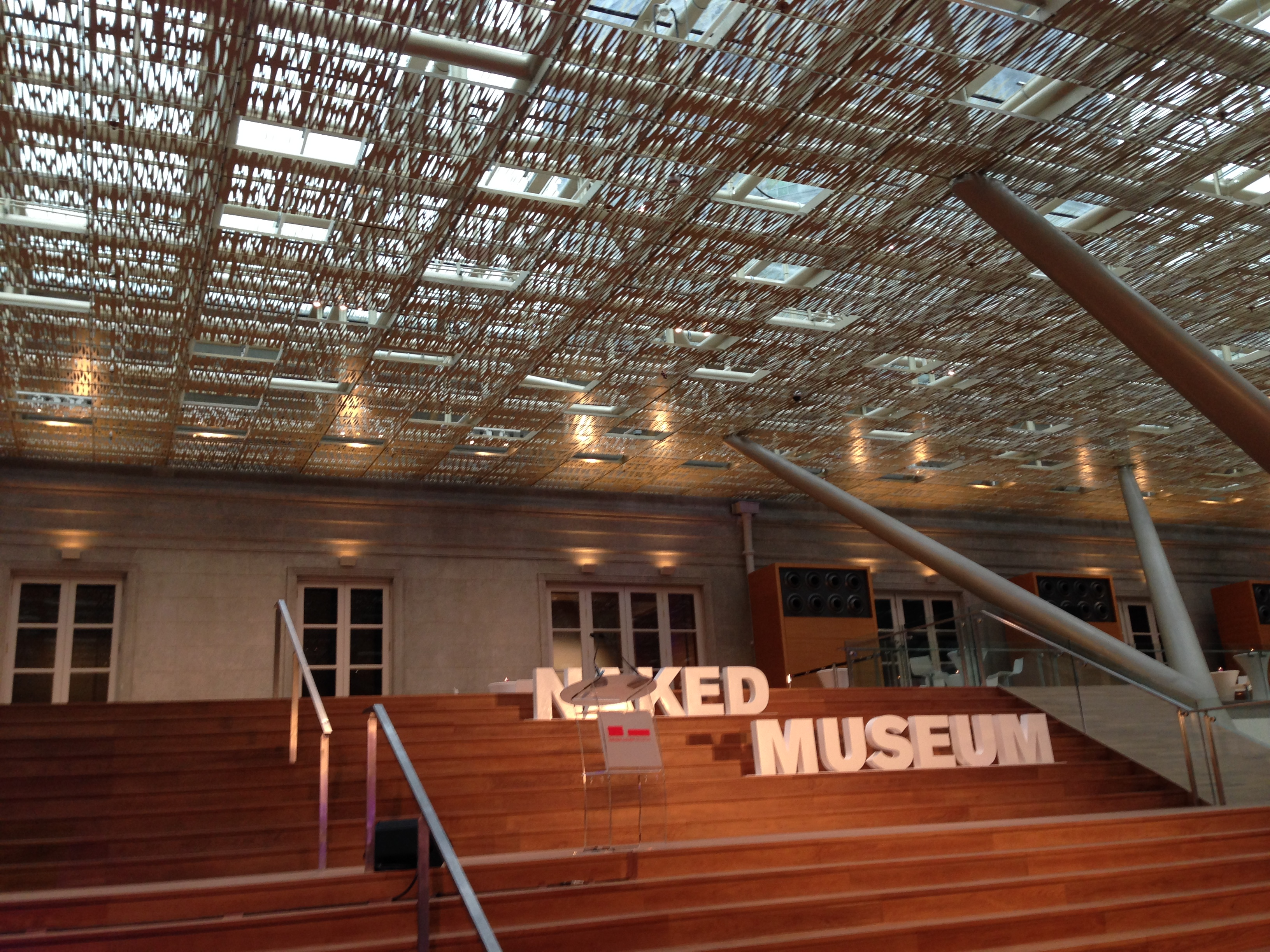
位於最高法院大廈4M樓的露臺。

前最高法院大樓建於原歐洲大酒店（英語：Grand Hotel de l'Europe）的遺址上，在1936年拆除前為東南亞最富麗堂皇的酒店之一。在其上新建的最高法院大廈為一棟5層樓建築，由海峽殖民地公共工程局總建築師弗蘭克·多靈頓·沃德（英語：Frank Dorrington Ward）設計，於1939年8月3日完工，包含最高法院辦公室和法庭。
該建築一直為新加坡最高法院的所在地，直到2005年6月20日法院遷出為止。
最高法院大廈和政府大廈的風格類似，建築的總體佈局呈現殖民地風格，揉合帕拉第奧風格、文藝復興風格和新古典主義風格。建築內部擁有四間辦公室、一間法庭，圍繞著中央巨筒。該巨筒原先是一座法律圖書館。最高法院大廈的柱頭雕刻（包含科林斯柱式及愛奧尼柱式）、雕像、浮雕、山形牆（英語：tympanum）和裝飾腰線皆出自於義大利雕刻家卡瓦列·魯多夫·諾里之手。
2015年改建為美術館後，館方在靠近前政府大廈一側3樓及4樓興建聯絡橋，連接前政府大廈3樓及4樓。

### 政府大廈
政府大廈於1926年動工，並於1929年完工，當時被稱為市政大廈。該建築由英國建築師A.高登（英語：A. Gorden）和S.D.梅道（英語：S. D. Meadows）設計，用於容納海峽殖民地的市政委員會（管理自來水、電力、煤氣、道路及橋梁養護、街道照明等的機構）辦公室。 從1963年至1991年為止，政府大廈有多個政府機構及法庭進駐；建築於2006年後被騰空，原先進駐機構移往新址。
政府大廈為新加坡歷史中多起重要事件的焦點。1945年9月12日，代表盟軍的英國海軍元帥路易斯·蒙巴頓於政府大廈接受了日本軍隊的投降； 建築內部擁有新加坡第一位總理李光耀的辦公室；李光耀及其首任內閣成員於1959年6月5日於政府大廈宣誓就職等。由於其在新加坡歷史上的地位重要，該建築於1992年被指定為國家古蹟。政府大廈的原始佈局是典型的新古典主義風格英式建築，共有6層樓。其內部比例適中，但其建築外部採用18根、3層樓高的科林斯柱式柱子。該建築面向政府大廈大草場，一座因其得名的大草坪。

### 草場中庭連通道
草場中庭連通道，為新加坡國家美術館新建工程的一部份。該結構為一垂褶雨庇，並向兩側延伸，覆蓋於最高法院大廈及政府大廈之上。雨庇由被稱為會面點（英語：meeting point）的仿樹枝狀柱子支撐。另有兩座聯絡兩大廈的空橋跨越草場中庭連通道上方，分別是位於4樓的上聯絡橋（英語：Upper link bridge）和3樓的下聯絡橋（英語：Lower link bridge），位於兩大廈的空橋嵌入口則是利用原先建築的窗戶。

## 展覽
新加坡國家美術館的展覽分為常設展及特展。常設展包含位於星展新加坡展覽室展出的《貴姓大名？十九世紀以降新加坡藝術發展》（英語：Siapa Nama Kamu? Art in Singapore since the 19th Century）、於大華東南亞展覽室展出的《在宣言與夢想之間：自十九世紀起的東南亞藝術》（英語：Between Declarations and Dreams: Art of Southeast Asia Since the 19th Century）和於建築展覽室展出的《傾聽建築：美術館的歷史變革》（英語：Listening to Architecture: The Gallery’s Histories and Transformations）。其中《貴姓大名》以400餘件展品，呈現出新加坡自19世紀後的藝術史，探討對新加坡的影響和被塑造成什麼模樣；《在宣言與夢想之間》以時間區分為4部分：19世紀至20世紀初－權威與焦慮、20世紀初至1940年代－想像國家與自身、1940年代至1970年代－表現國家及1970年代至現今的再定義藝術，解構出不同政權及時空之下，東南亞藝術發展之樣貌；《傾聽建築》則介紹政府大廈和最高法院大廈的歷史，簡介其在新加坡歷史的重要性。

### 展覽室

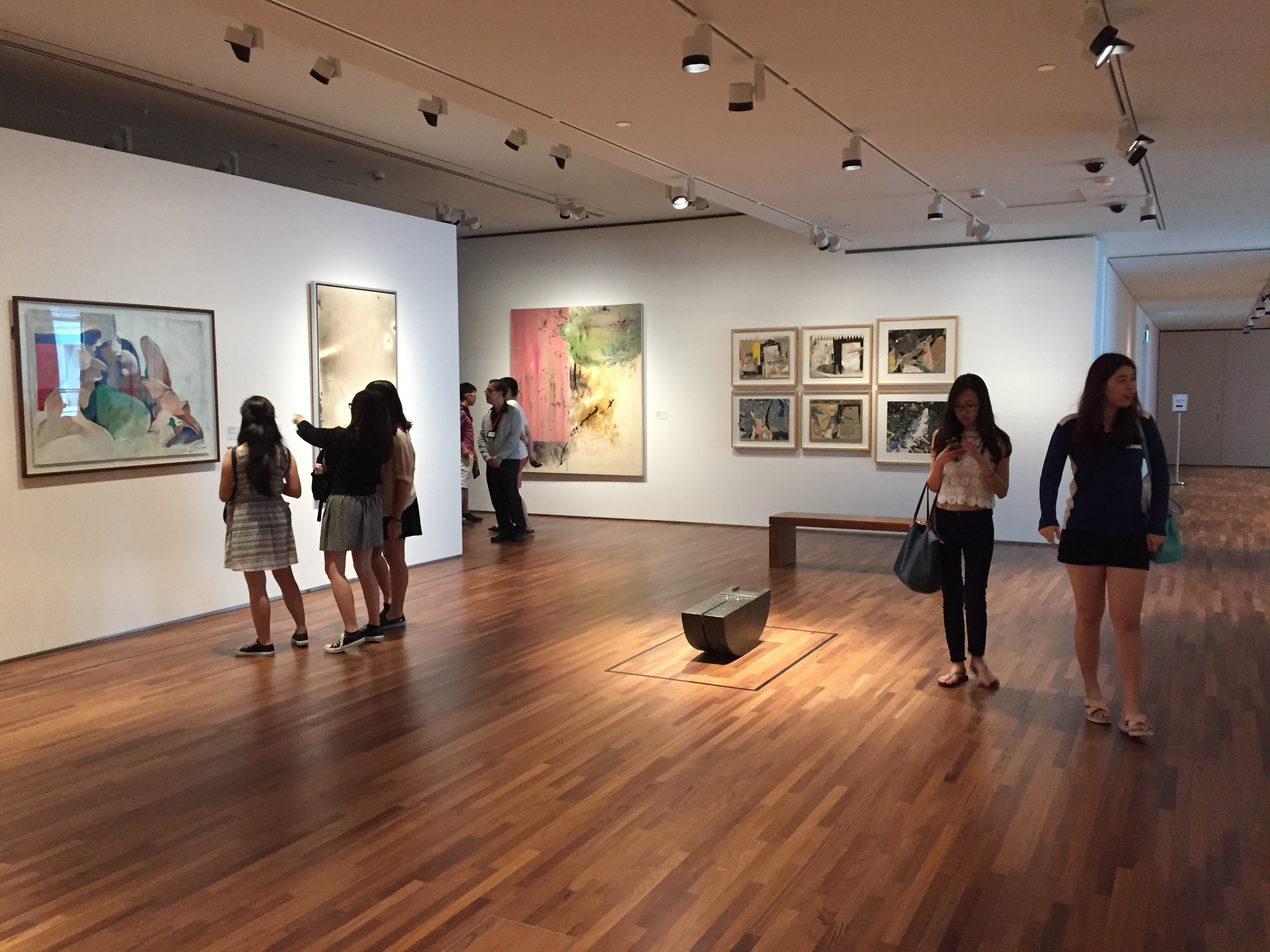
位於政府大廈2樓的星展新加坡1號展覽室。

新加坡國家美術館的館藏以現代藝術及當代藝術為主，作品主要來自東南亞及新加坡本地的藝術家，擁有世上最多的東南亞及新加坡現代藝術館藏。藉由藝術品，館方期望傳達新加坡的社會、經濟及政治史。美術館擁有兩座永久展覽室——星展新加坡展覽室和大華東南亞展覽室。
美術館的館藏主要來自新加坡官方的國家藝術收藏（英語：The National Collection of Singapore）。該項目最早擁有96件文物，由當時的電影製片人及藝術贊助者陸運濤的家屬於1976年捐贈給國家博物館。經過多年的收集，截至2010年為止，國家藝術收藏共有8,000餘件，分別屬於新加坡國家美術館、新加坡美术馆、國家博物館、亞洲文明博物館和新加坡土生文化馆的館藏。新加坡國家美術館展出新加坡主要藝術家的創作，如張荔英、陳宗瑞、陳文希、鍾泗賓和劉抗等人，涵蓋自20世紀早期的自然主義美學繪畫到現代的新媒體裝置藝術；亦展出活躍於20世紀早期後東南亞地區藝術家的作品，包括阿凡迪（印尼）、拉迪·莫希丁（馬來西亞）、黎譜（越南）、蒙天·布瑪（泰國）和費爾南多·阿莫索羅（菲律賓）等人。

#### 星展新加坡展覽室

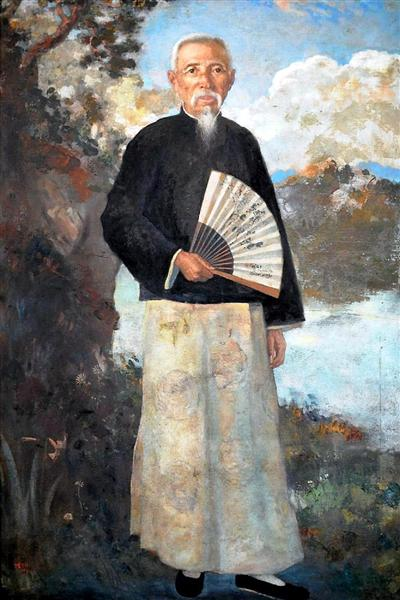
《林路肖像》。由徐悲鴻（1895年－1953年）繪，畫中人物為林路、字志義，林謀盛的父親。

星展新加坡展覽室位於政府大廈2樓，由星展銀行於2014年4月2日捐贈美術館2,500萬新元成立。該展廳主要展出新加坡從殖民時期至今的文化及美學轉變，並有一常設展《貴姓大名？十九世紀以降新加坡藝術發展》。其著名展品包括：《林路肖像》（英語：Portrait of Lim Loh）、《畫家和模特兒》（英語：Artist and Model）、《微風中的蓮花》（英語：Lotus in a Breeze）、《國語課》（英語：National Language Class）和《虎鞭》（英語：Tiger's Whip）等。

#### 大華東南亞展覽室

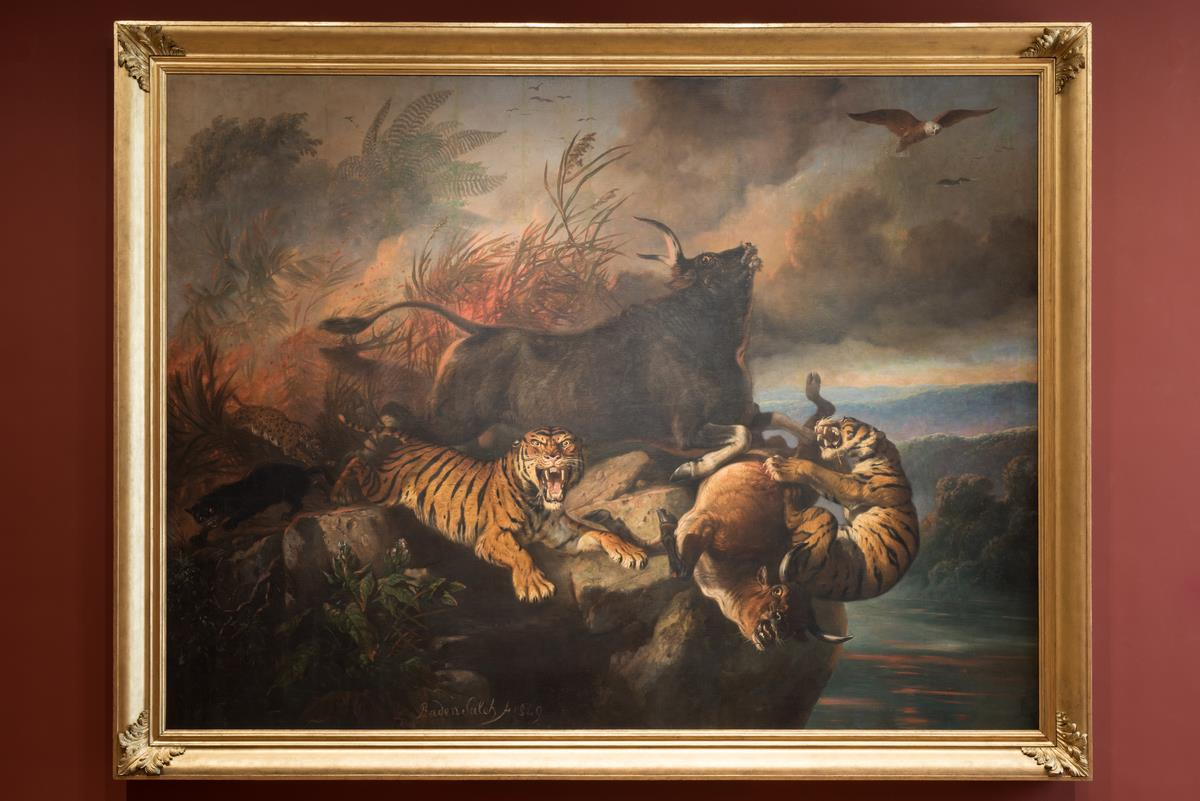
《野火》。由拉登·薩利赫（1807年－1880年）繪。

大華東南亞展覽室由大華銀行成立，位於最高法院大廈3－5樓，有一常設展《在宣言與夢想之間：自十九世紀起的東南亞藝術》，展出自19世紀以來的東南亞藝術史。其著名展品包括：《野火》（英語：Forest Fire）、《越南地景》（英語：Landscape of Vietnam）、《舞動的突變物》（英語：Dancing Mutants）、《盛開的年代》（英語：Age of Full Bloom）和《存在、哭泣、瀕死和進食的樂趣》（英語：The Pleasure of Being, Crying, Dying and Eating）。

### 於新加坡美術館展出的展覽
在等待新加坡國家美術館完工的同時，館方曾使用新加坡美術館的展廳舉辦展覽，包括以下展覽：
| 展覽                                          | 藝術家             | 舉辦期間                        |
| --------------------------------------------- | ------------------ | ------------------------------- |
| 紀念吳冠中：再見風箏 英語：                   | 吳冠中             | 2009年12月14日 － 2011年5月1日  |
| 亞洲寫實藝術 英語：                           | 多位               | 2010年4月9日 － 2010年7月4日    |
| 葉之威的故事 英語：                           | 葉之威             | 2010年5月27日 － 2010年9月12日  |
| 鍾泗賓：銜接世界 英語：                       | 鍾泗賓             | 2010年9月15日 － 2010年12月26日 |
| 著名收藏展 英語：                             | 多位               | 2010年12月7日 － 2012年2月5日   |
| 再見風箏系列Ⅱ 英語：                          | 吳冠中             | 2011年6月13日 － 2013年5月5日   |
| 劉抗：百年慶典 英語：                         | 劉抗               | 2011年7月29日 － 2011年10月26日 |
| 視／界：吳冠中和東南亞藝術家的抽象藝術 英語： | 吳冠中及其他藝術家 | 2013年8月17日 － 2014年4月30日  |

### 國際巡迴展覽
除了新加坡的展覽，國家美術館的國家藝術收藏也前往亞洲、歐洲及美洲展出。
| 展覽                           | 地點           | 舉行期間                       | 作品                                 |
| ------------------------------ | -------------- | ------------------------------ | ------------------------------------ |
| 東西會師——吳冠中繪畫展 英語：  | 浙江美術館     | 2010年11月20日至2010年12月25日 | 76件不同展品                         |
| 安迪·沃荷：15分鐘的永恆 英語： | 藝術科學博物館 | 2012年3月17日至2012年8月12日   | 惹扎·畢雅達薩的《Seated Malay Girl》 |
| 新加坡藝術的誕生和發展 英語：  | 福岡亞洲美術館 | 2012年3月29日至2012年6月26日   | 新加坡藝術家林學大和鍾泗賓的精選作品 |

## 吉寶美術教育中心

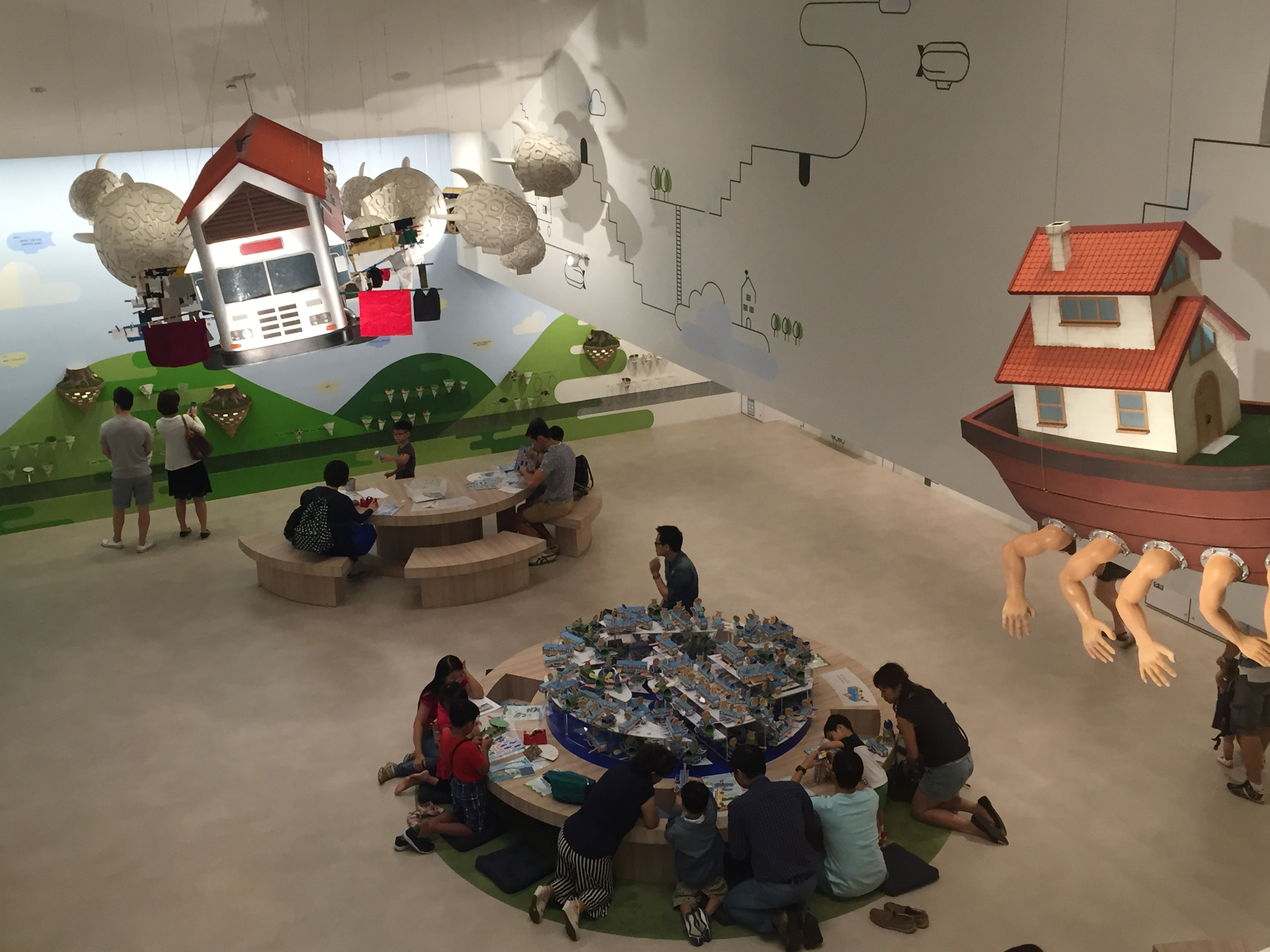
位於政府大廈1樓的吉寶美術教育中心。

吉寶美術教育中心（英語：Keppel Centre for Art Education）位於政府大廈1樓，是一座提供家庭及學校藝術學習的設施。兒童及學生可以在此體驗創作原創藝術品，並與其互動。該中心也提供各式課程，包括基於本地工作室的研討會、藝術家講座、策展人演講，以及Decents計畫，一個藝術、歷史及文化培訓班，旨在培訓新加坡的博物館導覽員。

## 延伸閱讀
- 資訊、通訊及藝術部.  (PDF). 資訊、通訊及藝術部. 2007-05-14  [2007-08-31]. （原始内容 (PDF)存档于2007-06-13）.
- . 新加坡政府. 2007-08-29  [2007-08-31]. （原始内容存档于2007-08-29）.